# Gemeindefreies Gebiet Fichtelberg

Lage des gemeindefreien Gebiets Fichtelberg im Landkreis Bayreuth

Das gemeindefreie Gebiet Fichtelberg liegt im oberfränkischen Landkreis Bayreuth. Es ist Gemarkungsteil 1 der Gemarkung Fichtelberg.

## Geographie
Der 20,89 km² große Staatsforst liegt zwischen Fichtelberg, Bischofsgrüner Forst, Neubauer Forst-Nord, Neubauer Forst-Süd, Tröstauer Forst-West, Nagel, Mehlmeisel, Kirchenpingarten und Warmensteinach. Das Gebiet ist komplett bewaldet und besteht aus zwei Teilflächen. Im Gebiet befindet sich eine Exklave von Warmensteinach.
Im Gebiet entspringen die Warme Steinach und die Fichtelnaab sowie einige Zuflüsse von ihnen.